# Jacob Bellens
Jacob Bellens (født 1979) er en dansk musiker fra Sneslev. Han grundlagde rockbandet I Got You On Tape i 2004, hvor han er forsanger og sangskriver og er også medlem af popduoen Murder. I 2012 udkom hans første soloalbum, The Daisy Age. Han har desuden samarbejdet med musikeren Kasper Bjørke. Senest har han lavet musikprojektet Goblins, hvis single "Heartbreak City" er blevet spillet i radioen.

## Soloalbum
- The Daisy Age (2012)
- My Convictions (2014)
- Polyester Skin (2016)
- Trail of Intuition (2018)